# Movimiento activista pedófilo
El movimiento activista pedófilo, referido por algunos partidarios como el «movimiento del amor hacia los niños», es un movimiento social que abarca una variedad amplia de opiniones que abogan por la despenalización, aceptación y el respeto hacia las personas pedófilas (personas que se sienten atraídas por niños prepúberes), que no hayan delinquido anteriormente (autodenominados pedófilos virtuosos). Actualmente, en la mayoría de países del mundo, se persigue la práctica pedófila por ser un trastorno sexual.
Las metas del activismo pro-pedofilia incluyen:
- La derogación de  las leyes de edad de consentimiento, a efectos de eliminar de la legislación el uso de la edad como un criterio válido para identificar el abuso sexual infantil, o como una medida provisoria, la disminución progresiva de esa edad de consentimiento.
- La eliminación de la pedofilia como una parafilia por parte de la Organización Mundial de la Salud, la American Psychiatric Association (Asociación Americana de Psiquiatría) y otras instituciones de reconocimiento.

Los activistas pro-pedofilia también promueven el uso de eufemismos para su movimiento, tales como “pedosexual”, “boylove(r)”, “girllove(r)”, y “childlove(r)”, con el fin de "suavizar" el término pedófilo. Actualmente este movimiento es extremadamente impopular y ha hecho poco progreso en sus metas dentro de las esferas legales y científicas. En los años 1970, sin embargo, este movimiento consiguió un cierto progreso hacía sus metas en Europa, particularmente en los Países Bajos, donde hay una considerable historia del activismo en materia de pedofilia. En 2006, se fundó en los Países Bajos el Partido de la Caridad, la Libertad y la Diversidad, de carácter pro-pedófilo.

## Definición de pedofilia
La definición de la pedofilia es fundamental para la reivindicaciones de los activistas pedófilos, que puede variar según el país, el criterio utilizado y las leyes locales sobre la edad de consentimiento, siendo más relevantes aquí la definición científica y la definición jurídica.
La definición científica es aquella de la Organización Mundial de la Salud así como de las diversas asociaciones psiquiátricas, entre las cuales la Asociación Americana de Psiquiatría y la Asociación Psiquiátrica de América Latina (APAL): es decir, la atracción sexual primaria de los adultos hacia niños pre-pubescentes o de pubertad temprana, considerándose dentro de la clasificación de desórdenes mentales y conductuales.
La definición jurídica considera la pedofilia como la atracción sexual de los adultos por cualquier niño o adolescente por debajo de la edad mínima de consentimiento sexual, según las leyes de cada país o jurisdicción. Las relaciones sexuales con personas por debajo de esta edad son legalmente consideradas como abuso sexual.
Por su parte, los activistas pedófilos afirman que «el deseo afectivo-sexual (de los pedófilos) hacia los niños es comparable al de cualquier otra orientación sexual» y exigen que no se relacione la pedofilia con los abusos sexuales contra menores (pederastia) ni se consideren sistemáticamente abusivas las relaciones afectivo-sexuales entre adultos y niños.

## Historia
El moderno activismo pedófilo fue fundado en los Países Bajos por Frits Bernard a finales de la década de 1950. Durante los setenta y a principios de los ochenta, el movimiento logró un progreso transitorio hacia sus metas en Europa Occidental continental, especialmente en los Países Bajos, siendo sus principales promotores Frits Bernard, Theo Sandfort, Edward Brongersma o Frans Gieles, y de los grupos MARTIJN o NVSH; en Francia por Tony Duvert; en Dinamarca con DPA; en Alemania; en el Reino Unido con el "Paedophile Information Exchange" ("Central de Información sobre Pedofilia"); y por último en los Estados Unidos con NAMBLA, que obtuvo aliados provenientes del movimiento por los derechos gay. El activismo pro-pedofilia decayó en muchos países hacia fines de los ochenta.
En Francia, filósofos como Michel Foucault, Jean Paul Sartre y Simone de Beauvoir promovieron la pedofilia.  Jean Paul Sartre, Michel Foucault y Jacques Derrida, entre otros, firmaron una petición al parlamento francés que hubiese permitido la pedofilia con niños "de 12 y 13 años".
Si bien se crearon nuevos grupos después (Krumme 13, NVD, IPCE), la tendencia continuó con una pérdida de la audiencia de estos movimientos relacionada con un rechazo en aumento de las sociedades incluso de muchos de sus antiguos defensores (por lo tanto, las asociaciones homo-pedófilas fueron prohibidas de la Asociación Internacional de Gays y Lesbianas (ILGA) en 1994).

## Validez como movimiento político
La clasificación del activismo pedófilo como un movimiento activista político válido o en busca de ciertos derechos civiles también resulta impopular. Las autoridades y los psicólogos han afirmado que los grupos de ayuda en línea del "movimiento" permiten a los pedófilos justificar el contacto sexual entre adultos y niños. Argumentan que los adultos arrestados por acoso sexual a niños citan con frecuencia las posiciones del movimiento como justificación para sus acciones.
La mayoría de los psicólogos consideran que las diversas posiciones del movimiento son una característica de las “distorsiones cognoscitivas” de abusadores sexuales. Por ejemplo, en agosto de 2006, el periódico "The New York Times" publicó los resultados de una investigación cuatrimestral de comunicaciones y de actividades pedófilas en línea. El periódico describió cómo los “pedófilos van en busca de la legalización de la pornografía infantil y la modificación de la edad de consentimiento”. Así, mientras que los “pedófilos sostienen que los sitios de discusión son poco más que grupos de ayuda”, el periódico encontró que “es frecuente encontrar en estas conversaciones pedófilos afirmando que las discusiones los habían ayudado a aceptar sus atracciones e incluso había permitido que tuvieran sexo con un niño sin culpabilidad”. Los miembros del movimiento han negado estas caracterizaciones. Como se describe más abajo, el movimiento aborda dos puntos principales: si existe un contacto sexual inofensivo entre niños y adultos, y si la defensa de tales afirmaciones podría promover esta práctica.

## Opiniones y estrategias de activistas pro pedofilia

### Defensa de la pedofilia
En 1989, la socióloga estadounidense Mary de Young analizó la literatura publicada por organizaciones pedófilas para divulgación pública. Ella descubrió que las organizaciones pedófilas estudiadas usaban las siguientes estrategias para promover la aceptación pública de la pedofilia o la legalización del sexo adulto-niño:
- Adopción de terminología con valor neutral. Según Herdt, un antropólogo que ha estudiado el sexo entre los adultos y los niños en otras culturas, los defensores de la pedofilia necesitan sustituir términos “embotados y anticuados” como pedofilia y abuso cuando se discute de sexo entre “una persona que no ha alcanzado la edad adulta y una que ya la tiene”. Por otra parte, las palabras que incluyen términos como “niño” o “niñez”, que denotan el desarrollo psicológico deben “ser evitadas a toda costa”.[16]

- Redefinición del término "Abuso sexual infantil". Otro tema que se repite entre los que intentan ganar la aceptación social para la pedofilia es la necesidad de redefinir o restringir el uso del término “abuso sexual de un niño”, recomendando llamar sexo infante-adulto al encuentro de un niño “con reacciones positivas” en vez de abuso.(Rind et al, 1998). Por ejemplo, Gerald Jones (1990), vinculado al Instituto para el Estudio de Mujeres y Hombres en Sociedad (Institute for the Study of Women and Men in Society) en la Universidad del Sur de California, sugirió que la “intimidad entre las generaciones” no debe ser considerada sinónimo de abuso sexual del niño. Según ello, la “diferencia crucial se basa en la reciprocidad y el control” (p.278). Jones sugirió que “la atracción entre generaciones de la parte de algunos adultos podría constituir “orientación (sexual)” basada en un estilo de vida, al contrario de un trastorno patológico” (p.288).

- Promover la idea de que los niños pueden consentir el sexo con adultos. El concepto de 'niño' como pareja sexual junto con la descriminalización de relaciones sexuales consensuales es quizás el cambio principal buscado por los defensores del fenómeno.[17] Para contradecir las discusiones de desarrollo de que los niños no pueden dar su consentimiento, David L. Riegel (2000) indica en su libro Understanding Loved Boys and Boylovers que “cualquier persona que sostenga la idea de que un muchacho joven no puede dar consentimiento alguno debe comenzar por ponerse en la piel del muchacho”.

- Cuestionar el daño causado. La postura más común contra el sexo entre niños y adultos se basa en el daño psicológico al menor de edad. Esta parece ser una de las barreras más grandes para el activismo pedófilo, y sus defensores han procurado romper estas barreras de distintas formas. Varios activistas han discutido que los resultados negativos atribuidos a las relaciones sexuales adulto-niño se pueden explicar mejor generalmente por otros factores, tales como el ambiente o un incesto en la familia.[18] Según estos, "Los actos por sí mismos no dañan a nadie; el impacto emocional y el daño psicológico vienen de las influencias “después del hecho", tales como el asesoramiento, la terapia, etc., que procuran crear artificialmente “una víctima” y “un autor” donde no existen ni unos ni otros” (Riegel, 2000, pp. 21).

- Discusiones similares son organizadas por la Fundación "Puerto Seguro" (SafeHaven Foundation), una entidad para los "boylovers responsables". En su sitio web, escribieron, "las premisas de la industria del abuso de niño… un muchacho que ha gozado de experiencias sexuales agradables y totalmente consensuales con otro muchacho u hombre, y lo traumatizan en un intento para convencerlo que aquello que lo hizo fuera "incorrecto"". Además, SafeHaven discute eso, "muchos de los supuestos traumas no solucionados por la psicoterapia son nada más que el resultado del síndrome de la memoria falsa".

- En "Pedofilia: El caso radical", Tom O'Carroll escribe: "La disparidad de tamaño y energía entre el padre y el niño crea un potencial para el abuso. Pero, sobre la base de que las relaciones padre-hijo son generalmente positivas aceptamos que la desigualdad está simplemente dentro de la cosa. Quisiera ver las relaciones pedofílicas vistas dentro de una luz similar".[19]

- Edward Brongersma, en el texto "Boy-Lovers and Their Influence on Boys" ("Amantes de muchachos y su influencia sobre los muchachos"), donde divulga el resultado de entrevistas con los participantes adultos de relaciones adulto-niño, escribe: “dentro de una relación, el sexo es generalmente solo un elemento secundario”[20] refirió también a estudios adicionales de Hass, 1979; Righton, 1981; Berkel, 1978; Ingram, 1977; Pieterse, 1982; y Sandfort, 1982.

- Promover la investigación objetiva - Los defensores de la pedofilia, tales como Edward Brongersma, han dicho que los investigadores del abuso sexual de niños han predispuesto sus visiones (Brongersma, 1990), y defienden un abordaje menos “emocional” al tema (e.g., Geraci, 1994, P. 17; Jones, 1990). Brongersma y Jones han citado las investigaciones de Theo Sandfort, "Boys on their contacts with men: A study of sexually expressed friendships", New York: Global Academic Publishers,(1987) sobre las relaciones de los muchachos con los pedófilos en las cuales Sandfort afirma que las relaciones pueden ser positivas para los niños.[21] Sin embargo, los críticos sugieren que el estudio "fuera motivado políticamente para reformar la legislación" (Mrazek, 1990, P. 318). Roberto Bauserman (1990, véase también a Barks) y otros han discutido la controversia, afirmando que las críticas de Mrazek "están vigorosamente distorsionadas, son inaplicables, o simplemente falsas".[cita requerida]

- Descategorización de la pedofilia como parafilia. Los activistas del movimiento, mencionan Moser y Kleinplatz (2003), solicitan que la pedofilia sea retirada del diagnóstico y del Manual Estadístico de los Desórdenes Mentales, (DSM IV). Consideran estos criterios objetivos y no culturales, en relación con la clasificación del comportamiento sexual, pues el psicópata es excepcionalmente raro.[22]

Las opiniones posteriores y las estrategias significativas no mencionadas por DeYoung, pero con frecuencia utilizadas por los activistas, incluyen:
- Promover los testimonios de la gente que no considera que haya ningún daño en el sexo practicado con adultos como cuando ellos eran jóvenes debajo de la edad legal para el consentimiento sexual. Las opiniones varían, principalmente entre jóvenes que han estado implicados con adultos, como un asunto de menor importancia para que se pueda decir que no hubieran aprovechado o para haber sufrido de cualquier mal efecto de tales contactos. Algunos sitios web de los activistas recogen y publican ese material.[23][24][25]

- Referir a experiencias de situaciones donde no son ilegales las interacciones sexuales entre el adulto y el niño prepúber, desde el punto de vista histórico y étnico..., o entre el adulto y el joven por debajo de la edad del consentimiento en cada jurisdicción, desde el punto de vista de la legislación comparada. Los activistas del movimiento señalan con frecuencia las situaciones donde las interacciones sexuales adulto-niño pre pubescente no son ilegales (sin embargo no necesariamente comunes) y no se observa ningún efecto negativo. La mayoría se refiere a la Grecia antigua, mientras que algunos emplean estudios etnológicos. Algunos pocos también se refieren a situaciones históricas de la post-antigüedad en el mundo occidental donde existieron tales condiciones.[26]

- Promover la idea de que el activismo de pedofilia es similar o idéntico al feminismo, al movimiento por los derechos gay, o a la tolerancia racial..., con frecuencia adoptando teorías antropológicas de autores como por ejemplo Marija Gimbutas, Mircea Eliade, Michel Foucault y otros. Algunos activistas, incluyendo mujeres como Pat Califia, Camille Paglia, Katharina Rutschky, y Gisela Bleibtreu-Ehrenberg, creen que el activismo pedófilo, el feminismo, el activismo gay, y el antirracismo, todos se oponen a un modelo masculino casto y racista basado en el papel de guerrero presente en todas las culturas indoeuropeas (la hipótesis de los kurganes). La explicación es que la tolerancia social concedida cada vez más sobre mujeres y homosexuales de hecho tiene un carácter solamente represivo, una vez que apenas serían tolerados los individuos de estos grupos que demuestran las cualidades diferenciadoras aceptables en la cultura dominante.

## Terminología
Algunos miembros del movimiento pedófilo utilizan el término "pedosexual" postulando que la pedofilia se debe ver como orientación sexual distinta, como la homosexualidad y la heterosexualidad. El término "pedosexual" también se ha utilizado simplemente como sinónimo para pedofília.

## Ética propuesta por el movimiento
Algunos activistas propedofilia han propuesto los marcos éticos para la interacción sexual entre niños y adultos. Tales marcos promueven el consentimiento del niño, su capacidad de retirarse de la relación, y de tener relaciones abiertas, por encima de las secretas, como factores dominantes.
La mayor parte de la gente implicada en estos esfuerzos cree que tales pautas éticas pueden trabajar solamente en jurisdicciones donde es legal el sexo entre adultos y niños, por lo tanto no tratan las aplicaciones éticas de tener una relación ilegal con un menor de edad. En su lugar, la actividad ilegal se desaconseja, por ejemplo en el "Código de ética Boylover" (Boylove Code of Ethics) indican que un pedófilo debe “hacer todo lo posible por proteger a su amigo joven contra cualquier daño, incluyendo la exposición o la vergüenza de la detención”. La declaración de MARTIJN es inequívoca: “la asociación de MARTIJN aconseja tener en cuenta la ley”.
No todos los grupos del movimiento mantienen estos límites éticos. Por ejemplo, el grupo Krumme 13 (“13 torcidos”) aconsejó a las personas condenadas por abusar sexualmente de niños que continuaran con sus actividades una vez iniciadas. Por otro lado, los grupos alemanes Pädo e Ipce, aseguraron no confiar en el líder encarcelado de Krumme 13, y afirman que era perjudicial para el movimiento pedófilo.

## Objeciones a la ética del movimiento
La sociedad occidental generalmente considera inaceptable la pedofilia, tomando toda actividad sexual entre niños y adultos, incluyendo aquellas dentro de los marcos éticos propuestos por las organizaciones pedófilas, como abusivas y perjudiciales. Debido a que se considera, que dentro de la edad en que actualmente no se puede dar consentimiento, la madurez mental de un infante o bien, adolescente, no es la que se necesita para mantener una relación afectiva con un adulto.